# Zdzisław Nowakowski (inżynier)
Zdzisław Nowakowski (ur. 12 maja 1908 w Warszawie, zm. 6 kwietnia 1969 tamże) – polski inżynier mechanik, działacz gospodarczy, polityczny i państwowy okresu PRL, wiceminister przemysłu ciężkiego, organizator polskiego przemysłu okrętowego.

## Życiorys
Absolwent Gimnazjum im. Tadeusza Reytana w Warszawie (1926) i Wydziału Mechanicznego Politechniki Warszawskiej (1933, dyplom magistra inżyniera). Podczas okupacji niemieckiej (1939–1945) pracował w Fabryce „Ursus” jako zastępca kierownika w narzędziowni, następnie w biurze planowania; jednocześnie współdziałał z ruchem oporu przy wyrobie broni (w latach 1942 i 1943 dwukrotnie więziony na Pawiaku). Od początku 1947 do kwietnia 1948 naczelny dyrektor Fabryki Obrabiarek „Poręba” w Porębie koło Zawiercia. Od 15 marca 1947 członek PPR, następnie w PZPR. W kwietniu 1951 został naczelnym dyrektorem Centralnego Zarządu Przemysłu Okrętowego; pracował na tym stanowisku jedenaście lat, od 1958 jako dyrektor generalny Zjednoczenia Przemysłu Okrętowego. W latach 1962–1968 sprawował funkcję wiceministra przemysłu ciężkiego. Od 1968 do śmierci prezes Urzędu Patentowego.
Zmarł na raka płuc. Został pochowany w Alei Zasłużonych na cmentarzu Powązkowskim w Warszawie.

## Odznaczenia
- Order Sztandaru Pracy II klasy[1]
- Krzyż Oficerski Orderu Odrodzenia Polski[1]
- Order Czerwonego Sztandaru Pracy (ZSRR)[1]